# Чаленко Іван Якович
Чаленко Іван Якович (22.08.1873, с. Голубівка Прилуцького повіту Полтавської губ., тепер Прилуцького району Чернігівської обл. – 1937, м. Ізюм Харківської обл.) – український філософ, педагог; основоположник модерної української науки етики.

## Біографія
Випускник Роменського духовного училища, Полтавської духовної семінарії, історичного відділу Санкт-Петербурзької духовної академії (1898), прослухав дворічний курс лекцій у Санкт-Петербурзькому археологічному інституті, магістр богослов’я (1913). У 1898-1913 рр. працював викладачем багатьох закладів середньої освіти Полтави. Викладав латину, давньогрецьку мову, арифметику та ін. Після успішного захисту в Санкт-Петербурзькій духовній академії магістерської дисертації на тему "Незалежність християнського вчення про мораль від етики античних філософів" в 1913-1914 рр. викладав в Одеській духовній семінарії. У 1914-1917 рр. – інспектор народних училищ Рославльського повіту Смоленської губ. З 1905 р. - колезький асесор, з 1908 р. - надвірний радник, з 1910 р - колезький радник, з 1913 р. - статський радник (за вислугою років). Нагороджений орденами Св. Станіслава ІІІ ступеня (1909); Св. Анни ІІІ ступеня (1912).
В період української національної революції – активний учасник громадського і освітнього життя Полтави. Директор однієї з двох учительських семінарій у Полтаві (1917-1919), викладання в якій перелаштував на українську мову. Брав активну участь у створенні Полтавського історико-філологічного факультету, як підрозділу планованого Українського університету. За проукраїнську діяльність був заарештований денікінською контррозвідкою. Перебував в ув'язненні в одній камері зі своїм близьким товаришем Г.Г. Ващенком і разом з ним був звільнений завдяки втручанню полтавських громадських діячів, зокрема В.Г. Короленка. Протягом 1918-1921 рр. в якості професора викладав курси новітньої філософії, загальнонаукової методології, логіки, філософії історії на Історико-філологічному факультеті й у Педагогічному інституті, водночас будучи ученим секретарем цих вишів. Водночас у 1919-1920 рр. - викладач історії та помічник голови педради полтавської гімназії "Рідна школа". У квітні 1921 р. обраний ученим секретарем новоутвореного Полтавського інституту народної освіти; у 1921-1922 рр. викладав там названі курси та філософію й історію педагогіки. Із 1920 – голова педради Полтавської педагогічної школи імені Драгоманова (в 1925 р., коли її перейменували на педтехнікум – його директор до 1927 р.). На початку процесів переслідування української інтелігенції усунений з керівної роботи та адміністративно висланий до м. Ізюм Харківської області, де протягом десяти років працював учителем української мови і літератури. Помер після допитів в органах НКВС від серцевого нападу.